# Phenacoccus mexicanus
Phenacoccus mexicanus är en insektsart som först beskrevs av Miller och Mckenzie 1971.  Phenacoccus mexicanus ingår i släktet Phenacoccus och familjen ullsköldlöss. Inga underarter finns listade i Catalogue of Life.